# Giacomo dalla Torre del Tempio di Sanguinetto
Fra Giacomo dalla Torre del Tempio di Sanguinetto SMOM (9. prosince 1944, Řím, Itálie – 29. dubna 2020, Řím, Itálie) byl italský profesní rytíř Maltézského řádu, který byl 2. května 2018 zvolen 80. velmistrem Řádu. Suverénní řád Maltézských rytířů vedl od roku 2017 a podařilo se mu urovnat vztahy s Vatikánem. Jeho bratrem byl Giuseppe dalla Torre, který byl v letech 2011–2017 generálním místodržitelem Řádu Božího hrobu.

## Vyznamenání
- Konstantinův řád svatého Jiří (Bourbon-Obojí Sicílie, 1995)[2]
- velkokříž Maltézského záslužného řádu
- rytíř velkokříže Řádu knížete Danila I. (Dynastie Petrovićů-Njegošů, 31. ledna 2006)
- velkokříž Řádu zásluh o Italskou republiku (Itálie, 3. dubna 2006)[3]
- velkokříž Řádu Pia IX. (Vatikán)
- rytíř Řádu svatého Januaria (Bourbon-Obojí Sicílie, 17. prosince 2018)[4]

## Smrt
Dalla Torre zemřel v Římě krátce po půlnoci na 29. dubna 2020 na nevyléčitelnou chorobu, diagnostikovanou o několik měsíců dříve.  Bylo mu 75 let.